# Хуан Хосе Торес
Хуан Хосе Торес (на испански: Juan José Torres González) е боливийски политик, социалист и военачалник.
Той е 64-тият президент на Боливия, от 7 октомври 1970 до 21 август 1971 година. Известен е под името J.J. (Jota-Jota).
След десния преврат през 1971 година заминава в изгнание най-напред в Перу, после в Чили, и накрая Аржентина. Той е убит през 1976 година по време на операция „Кондор“ от ескадроните на смъртта.
Неговото тяло е пренесено в Боливия през 1983 година и е погребан с почести с държавно погребение.
Въпреки краткия период от време, в който заема длъжността президент, споменът за него се пази в боливийското общество. Помнят го като усмихнатия генерал, който се осмелява да наруши нормите и представите за военен лидер.